# Mangiferina
Mangiferina é uma glucosilxantona (xantonóide). Esta molécula é uma glucosídeo de noratiriol.

## Ocorrência natural
A mangiferina foi extraída pela primeira vez das folhas e cascas do tronco da mangueira (Mangifera indica). Também pode ser extraída das cascas e caroços da manga, da Iris unguicularis, dos rizomas da Anemarrhena asphodeloides  e folhas da Bombax ceiba (paineira-vermelha-da-índia). Também é encontrada nos gêneros Salacia e Cyclopia, bem como na folhas do cafeeiro  e algumas espécies de Crocus.
Entre o grupo de híbridos de Asplenium conhecido como o "Appalachian Asplenium complex", a mangiferina e isomangiferina são produzidas apenas pela Asplenium montanum e seus descendentes híbridos. A distintiva fluorescência ouro-laranja destes compostos sob luz ultravioleta foi utilizada para ajudar o cromatógrafo na identificação de híbridos de Asplenium.

## Propriedades
A mangiferina foi assim nomeada por ter sido identificada pela primeira vez na mangueira. Como parte dos extratos de folhas de manga é usada na medicina tradicional chinesa. Possui inúmeras propriedades, entre as quais as que se destacam antioxidantes, antimicrobianos, antidiabético, antialérgico, anti câncer, hipocolesterolêmico é imunomodulador. Seus efeitos incluem a exclusão da expressão do fator de necrose tumoral α e a indução de apoptose. O composto também é capaz de bloquear o peroxidação dos lípidos.